# Koulandougou
Koulandougou est une commune du Mali, dans le cercle de Bla et la région de Ségou.